# MÁV 328 sorozat
A MÁV 328 sorozata a két világháború közötti időszak jellegzetes gyorsvonati gőzmozdonytípusa volt, melyek beszerzése – bár nem erre a célra szánták – sokat enyhített az első világháború után átadni kényszerült korszerű mozdonyok miatt keletkezett vonóerő-hiányon.

## Kifejlesztése
Az első világháború folyamán a Magyar Királyi Államvasutak fővonalain a személyszállító vonatok terhelése annyira megnövekedett, hogy az 1912–1914 között beszerzett 327 sorozatú 2'C tengelyelrendezésű mozdonyok teljesítménye kevésnek bizonyult. Változatlan formában való továbbgyártása ezen kívül már csak azért sem volt lehetséges, mivel a háború okozta vörösréz-hiány miatt csak Brotan-kazános mozdonyok beszerzése jöhetett szóba. Az új mozdony tengelyterhelése sem léphette túl a 14 t (+3%)-os értéket, de a három kapcsolt kerékpár alkalmazása esetén így adódó tapadási tömeg a számítások szerint még elegendő volt a kívánt 350–400 tonnás vonatok 80–90 km/h sebességgel történő továbbításához. A teljesítménynövelést ezért nagyobb méretű, így nagyobb tömegű kazán alkalmazásával kellett végrehajtani. Mivel a 327 sorozatú mozdonyok futókerékpárjainak tengelyterhelése csak 10,2 tonna körüli volt, ezért ennek a még nem túlzott mértékű megnövelése kb. 7 tonnával nehezebb kivitelt tett lehetővé. Ezzel lehetővé vált a 2'C tengelyelrendezés megtartása. A megnövekedett tömeg egyenletes elosztása érdekében a 327 sorozathoz képest a kazánt kicsit előrébb tolták, a futóforgóvázat pedig hátrébb, mélyen a kazán alá húzták. Mivel a hengercsoport is hátrébb került, így a hajtókerékpár a második kapcsolt kerékpár lett, amely a mozdony főkeret igénybevétele szempontjából kedvezőbbek ígérkezett. Az előbbi változtatások miatt a gyárban 1181 szerkezetszámú, a MÁV által 328 sorozatként jelölt típus elődjénél zömökebb kivitelű lett. A mozdony esztétikáját talán a kazánon kívül vezetett hosszú gőzbeömlő cső alkalmazása sem befolyásolta túl előnyösen. A típusból a MÁV 1918-ban 58 db-ot rendelt a Magyar Királyi Állami Vasgyáraktól, valamint ennek kapacitáshiánya miatt további 100 db-ot a kasseli Henschel cégtől.

## Szerkezete
A 328 sorozatú mozdonyok tehát belső keretes, 2'C tengelyelrendezésű, azaz három, a főkeretbe ágyazott kapcsolt kerékpárral és előttük két, forgóvázba ágyazott futókerékpárral készült túlhevítős, kéthengeres, szerkocsis gőzmozdonyok voltak.

### Kazán
A mozdony kazánját elődjéhez hasonlóan Schmidt-rendszerű nagyfüstcsöves túlhevítővel szerelték fel. Az állókazán Brotan–Deffner rendszerű, melyet 56 db 85/95 mm-es vízcső alkotott. A rostélyfelület növelése miatt a rostély szélességét jelentősen megnövelték, így a két oldalfal vízcsöveinek középvonalának távolsága több, mint 1,8 méter lett. A állókazánt szélessége miatt nem lehetett a kapcsolt kerekek közé behúzni, ezért azok fölé került, emiatt pedig a hosszkazán tengelye is akkor még nem annyira elterjedt (bár nem egyedülálló) módon igen magasra, 3,15 méterre került. A magasan fekvő hosszkazán miatt ahhoz az állókazán nem a Brotan–Deffner rendszerű kazánoknál megszokott kúpos átmenettel, hanem hengeresen, „waggon-top” elrendezéssel csatlakozott. A rostély három részből áll, első része buktatható. Az 1,61 m átmérőjű hosszkazánt három, 15 mm-es folytvas lemezekből álló övből szegecselték össze.
A kazánt a szokásos módon a füstszekrény alatt, a füstszekrénytartónál rögzítették a kerethez, így hátrafelé dilatálhatott. Az első kazánövön helyezték el a gőzdómot, a második övre a Pecz–Rejtő-féle vízszintes elrendezésű víztisztító került. A gőzdómra 2 db MÁV-rendszerű közvetlen rugóterhelésű biztonsági szelepet szereltek. A gőzdómban helyezték el a Stein-rendszerű vízelválasztót és a függőleges tolattyútükörrel készült kettős síktolattyús gőzszabályzót, melynek szabályozó rudazatát a kazánon belül vezették el. Innen a gőz a szokásos módon túlhevítő gőzgyűjtőszekrényének nedvesgőz-kamrájába, majd a túlhevítőelemeken át a túlhevítettgőz-kamrájába jutott, ahonnan a gőzhengerekhez áramlott. A gőzdómból cső vezetett az állókazán hátfalán baloldalt kialakított kis szerelvényfejhez, és ebből a vezetékből egy, a légsűrítőhöz vezető cső ágazott ki. Külön csövek vezettek a gőzdómból a lövettyűkhöz is.
A kazánba 120 (az elődnél 12 darabbal kevesebb) 46,5/52 mm átmérőjű folytvas tűzcsövet és négy sorban összesen a 20 db 125/133 mm átmérőjű füstcsövet (327 sorozatnál 24 db 119/127 mm átmérőjű füstcső volt) építettek. A tűzcsöveket vörösrézkúpokkal rögzítették a csőfalakba. A tűz- és füstcsövek hossza 500 mm-rel nagyobb lett. A füstcsövekbe 32/38 mm átmérőjű csövekből álló túlhevítőelemek kerültek. A túlhevítőelemek fűtőfelülete a közvetett gőzfejlesztő fűtőfelület kb. 30%-a volt, mely még mindig mérsékeltnek tekinthető.
Az 1808 mm hosszú füstszekrényben helyezték el az amerikai rendszerű szikrafogót és a túlhevítő gőzgyűjtőszekrényét. A túlhevítőkamra az eddigiekkel ellentétben nem nyúlt bele a nedvesgőz-kamrába, hanem előtte nyert elhelyezést. A gőzfúvó állandó keresztmetszetű volt. A mozdonyra MÁV-rendszerű füstemésztőt és MÁV-rendszerű fáradtgőzzel működő tápvíz-előmelegítőt is szereltek. Ez utóbbi két tartályát a füstszekrény alatt két oldalt helyezték el. A mozdonyt egy Knorr-rendszerű dugattyús tápszivattyú és 2 db Friedmann-rendszerű nem szívó, 11 mm-es nyílású ún. „restarting” frissgőz-lövettyű táplálhatta vízzel: a tápszivattyú és az egyik lövettyű az előmelegítőn át vagy azt megkerülve, a másik lövettyű pedig közvetlenül juttatta a víztisztító a tápvizet. Az előmelegítőt egy Knorr- és egy Westinghouse-rendszerű tápszivattyú táplálta fáradt gőzzel.

### Gépezet
A két, kereten kívül elhelyezett gőzhenger a nikkelacélból készült kapcsolt kerékpárok közül a másodikat hajtotta. A dugattyúrúd átmenő rendszerű volt és csőben futott. A gőzhengerek kiömlőcsövei a kéménnyel azonos vonalba kerültek. A jobb oldali forgattyút a bal oldalihoz képest 90°-kal előbbre ékelték a kerékpártengelyre. A dugattyúrúd átmenő rendszerű volt; elöl a rúdvezeték nyitott védőhüvelyben futott, a dugattyúk tömszelencéi elöl-hátul Schmidt-rendszerű fémtömítéssel készültek. A keresztfejek kétvezetékesek voltak. A hajtó- és csatlórudak I alakú keresztmetszettel készültek.
A hengerek legnagyobb töltése mindkét irányban 80% volt. A friss gőz a füstszekrény tetejéről kiinduló 2,61 m hosszú, 150/160 mm-es beömlőcsöveken át jutott a tolattyúszekrénybe. A gőzhengerek – a MÁV mozdonyai közül elsőként – a jóval kisebb súrlódású keskenygyűrűs kivitelű belső beömlésű hengeres tolattyúkkal készültek, melyeket ellenforgattyús Heusinger–Walschaert-rendszerű vezérművek szabályoztak. A tolattyú átmérője 354 mm, belső túlfedése 31 mm, külső túlfedése 0 értékű volt. Az ellenforgattyú előremenetben a forgattyút közel 90°-kal megelőzi, más szóval a forgattyúhoz képest előresietőként ékelték föl. Ennek és a belső beömlésnek megfelelően előremenetben a lengőívkő a lengőív (kulissza) felső részén helyezkedett el. Ez a korszak hazai mozdonyain általános elrendezés a döntően előremenetben járó mozdonyoknál nem előnyös megoldás, mivel a lengőív ágyazásának gyorsabb kopását idézi elő. A kormányvonórúd előremenetnél előre mozdult. A kormányvonórudat kormánycsavarral szabályozták. A gőzhengerek üresjárati munkájának (ellenállásának) csökkentésére a henger elöli és hátuli dugattyúterét összekötő nyitható nyomáskiegyenlítő váltót, a vízütés elkerülésére kompressziószelepeket, a tolattyúszekrénybe vízszintesen elhelyezett légszelepet szereltek.

### Keret és futómű
A mozdony 327 sorozatéval azonos méretű, 1826 mm futókör-átmérőjű kapcsolt- és 1040 mm átmérőjű futókerékpárokkal készültek. A hajtott tengely 3%-os nikkelacélból, míg a kapcsolt- és futótengelyek folytacélból készültek. A kerékpárok tengelyeit a tengelyvonalban teljesen átfúrták. A tengelyágy-vezetékeket és a csapágyakat egyedi kenőbeles kenőberendezésekkel látták el.
A belső elrendezésű, szegecseléssel készült keret két, egymástól 1,1 m távolságban lévő 28 mm vastag Martin-folytvaslemez hossztartóból állt, melyeket elöl a mellgerenda, hátul a kapocsszekrény kötött össze, közöttük pedig a szekrényes füstszekrénytartó, valamint a vízszintes és függőleges folytvaslemez-kereszttartók (ún. keretkötők) merevítettek ki. A tengelyágytokok keretkivágásait acélöntésű ágyvezetékek merevítették, valamint a keretlemezeknek a kivágásoknál lévő nyúlványait alul összekötő ún. kötővasak fogták össze. Az ágytokok kopásai húzóékekkel után-állíthatóak voltak. A merev tengelytávolság csökkentésére az első két kapcsolt kerékpárokat a keretbe még a 327 sorozaténál is közelebb ágyazták, míg a harmadik kapcsolt kerékpár az állókazán alátámasztása miatt valamivel hátrébb, a második kapcsolt tengelytől 2,2 méter távolságra került. A pályaívekbe való könnyebb beállás érdekében az utolsó kapcsolt kerékpár tengelyirányba 12–12 mm-t elmozdulhatott. A kapcsolt kerékpárok rugóit, melyeket himbák kötötték össze, a tengelyek alatt helyezték el.
A 327 sorozatéval azonos (2200 mm) tengelytávolságú elülső futóforgóváz kerete 25 mm vastag lemezekből készült. A terhelést a forgóvázkeretre a korábbiaktól eltérően az oldaltámok vitték át, melyek rugózás nélkül készültek, középre pedig egyszerű kivitelű forgócsap került, mely a főkeretben oldalirányban 60–60 mm-t tudott elmozdulni, középállásba pedig laprugók terelték vissza. A forgócsap a nyomkarimakopás csökkentésére a forgóváz tengelytávolságának felezővonalától 40 mm-rel hátrébb helyezkedett el. A futókerékpárok rugói a tengelyek fölött voltak.

### Segédberendezések
A mozdonyra két 13″-os Westinghouse-rendszerű fékhengert szereltek. A sűrített levegőt egy, a mozdony bal oldalán elhelyezett Westinghouse-rendszerű egyfokozatú F jellegű légszivattyú termelte. A féktuskók a mozdony hajtott kerékpárjait elölről fékezték, míg a futóforgóváz kerékpárjai a MÁV mozdonyainál szokásos módon fékezetlenek voltak. Az összes féktuskóerő a tapadási súly 58,3, a teljes mozdonysúly 36,2%-a volt. A két szögletes homoktartályt a járdák alá szerelték fel. A kenésről egy 8 nyílású Friedmann-rendszerű NS jelű kenőszivattyú gondoskodott. A mozdonyokat Friedmann-rendszerű Tryplex gőzfűtési rendszerrel látták el és a központi acetilénfejlesztő-készülék is a felszereltség része volt.

### Szerkocsi
A 328 sorozatú mozdonyokhoz 327 sorozatnál már alkalmazott, a MÁV-nál R jellegként jelölt négytengelyes, kétforgóvázas szerkocsi S 347 szerkezetszámú alváltozatát kapcsoltak.

## Születés a történelem viharában
A 328 sorozat nem kerülhette el annak a kornak a viharait melyben született. A Magyar Királyi Állami Vasgyárak szerelőcsarnokát 1919-ben hagyta el az első két, a 328,001–002 pályaszámokat viselő mozdony. A kapun kilépés után azonban sorsuk egész másként alakult, mind azt akár megrendelőjük, akár gyártójuk szánta. A gyárudvaron befűtött két mozdonyt lefoglalta és egyből magával vitte a Budapestet megszálló román hadsereg. Így az első, ténylegesen a MÁV által átvett mozdony a 328,003 pályaszámot viselte, az első két számhelyet nem töltötték fel újra. A Magyar Királyi Állami Vasgyárak által készített 58 db mozdony (melyek közül tehát 56 db került 328,003–058 pályaszámmal a MÁV állagába) egyetlen gyári altípust (mozdony: 1181, szerkocsi: S 347 szerkezetszám) alkottak.
A magyar mozdonyok közül utolsóként – már tulajdonképp feleslegesen – a 328-asokra is felkerült a hadijel, mely elődjével azonosan {\displaystyle {\tfrac {\mathrm {III\ 425} }{\mathrm {A} _{1}}}} lett.
A Henschel cég által szállított, a magyar gyártásúaktól kismértékben eltérő (szerkocsi alvázkivitel, egyrészes vezetőfülke-oldalablak) mozdonyokat 328,601 pályaszámtól kezdve sorozta be a MÁV állagába. A történelem azonban újra közbeszólt.  Bár mint minden termék, így a gőzmozdonyok beszerzési ára is sokszorosára nőtt, a Henschel az első hatvan mozdonyt még az eredetileg szerződött 268 067,- márka egységáron szállította le – nem kis anyagi veszteséggel. A hátralévő negyvenre összesen 20 millió márka költségtöbblet megfizetését kérték. A MÁV és a magyar állam nehéz anyagi helyzete miatt ezt nem tudta teljesíteni, így a MÁV 17 új mozdonyt eladott a Csehszlovák Államvasutak számára és az ebből befolyó összegből finanszírozták a többi 23 gép minden mellékköltséggel együtt számított mozdonyonként mintegy 310 000,- márkás beszerzési árát. Így a legmagasabb pályaszámú MÁV-328-as a 328,683 pályaszámú maradt.

## A két világháború között
A típus pályafutása nem indult problémamentesen. A 328 sorozatú mozdonyok 70 km/h sebesség felett meglehetősen nyugtalanul futottak, amely a futóműnek a 327 sorozat mozdonyokhoz képesti áttervezésére vezethető vissza. A gépezet igénybevétele a hosszabb hajtórúd miatt ugyan kisebb lett, de a hátrébb húzott futóforgóváz és a hátsó kapcsolt kerékpár oldalirányú eltolhatósága miatt az ún. vezetett hossz majdnem 3 méterrel, 4600 mm-re csökkent. Ezért a mozdonyokat eleinte csak személyvonatok továbbítására osztották be, engedélyezett sebességüket pedig 90 km/órában korlátozták. A hátsó kapcsolt kerékpár oldaljátékát már 1920-tól megszüntették és helyette a hajtókerékpár nyomkarimáját esztergálták 12 mm-rel vékonyabbra. A módosítás a vezetett hossz növelésére szolgált, mely még így is több, mint fél méterrel maradt el az elődtípusétól. Az első kapcsolt kerékpárra jutó terelőerő pedig több 17,5 kN-ra adódott, mely több mint háromszorosa a 327 sorozat ezen jellemzőjének. Ezért a mozdonyok nagyobb sebességnél továbbra is erősen hajlamosak voltak a kígyózásra.
A 328-asok kezdetben a rossz állapotú hidak miatt csak bizonyos fővonalakon jelenhettek meg, később azonban az ország egész területén előfordultak és a legtöbb személy- és gyorsvonatot a régi telített gőzű mozdonyok elavultsága és a korszerű 301 és 327 sorozatú mozdonyok nagy részének az országhatáron kívül kerülése miatt ezzel a típussal továbbították, sőt még tehervonatok élén is előfordultak.
A típus fordított állásban (szerkocsival előre) nyílt pályán 45 km/h, C. II. és C. IV. típusú kitérőkben 15 km/h legnagyobb sebességgel közlekedhetett.
A 328 sorozatú mozdonyok MÁV által engedélyezett vonatterheléseit az alábbi táblázat szemlélteti:
| A 328 sorozatú mozdonyok engedélyezett vonatterhelései | A 328 sorozatú mozdonyok engedélyezett vonatterhelései | A 328 sorozatú mozdonyok engedélyezett vonatterhelései | A 328 sorozatú mozdonyok engedélyezett vonatterhelései | A 328 sorozatú mozdonyok engedélyezett vonatterhelései | A 328 sorozatú mozdonyok engedélyezett vonatterhelései | A 328 sorozatú mozdonyok engedélyezett vonatterhelései |
| Pálya- emelkedés                                       | 50 km/h                                                | 60 km/h                                                | 70 km/h                                                | 80 km/h                                                | 90 km/h                                                | 100 km/h                                               |
| ------------------------------------------------------ | ------------------------------------------------------ | ------------------------------------------------------ | ------------------------------------------------------ | ------------------------------------------------------ | ------------------------------------------------------ | ------------------------------------------------------ |
| 0– 3‰                                                  | 980 t                                                  | 725 t                                                  | 540 t                                                  | 430 t                                                  | 320 t                                                  | 240 t                                                  |
| 3– 5‰                                                  | 900 t                                                  | 650 t                                                  | 520 t                                                  | 410 t                                                  | 315 t                                                  | 240 t                                                  |
| 5– 7‰                                                  | 725 t                                                  | 610 t                                                  | 495 t                                                  | 395 t                                                  | 310 t                                                  | 240 t                                                  |
| 8–10‰                                                  | 510 t                                                  | 480 t                                                  | 400 t                                                  | 330 t                                                  | 265 t                                                  | 215 t                                                  |
| 14–16‰                                                 | 290 t                                                  | 290 t                                                  | 275 t                                                  | 235 t                                                  | 195 t                                                  | 160 t                                                  |
| 25‰                                                    | 130 t                                                  | 130 t                                                  | 125 t                                                  | 125 t                                                  | 120 t                                                  | 115 t                                                  |

A lecsökkent utasforgalom miatt a gyorsvonatok ekkoriban nem ritkán mindössze 2–3 db négytengelyes kocsiból álltak, így a 328-asok teljesítménye e vonatokhoz meglehetősen túlméretezett volt.
A 328-asok 1920-as–30-as évekbeli eloszlását az alábbi táblázat szemlélteti:
| A 328 sorozatú mozdonyok állomásítása az 1920–30-as években | A 328 sorozatú mozdonyok állomásítása az 1920–30-as években | A 328 sorozatú mozdonyok állomásítása az 1920–30-as években | A 328 sorozatú mozdonyok állomásítása az 1920–30-as években | A 328 sorozatú mozdonyok állomásítása az 1920–30-as években |
| Honállomás                                                  | 1925. október                                               | 1927. május                                                 | 1930. február                                               | 1933. január                                                |
| ----------------------------------------------------------- | ----------------------------------------------------------- | ----------------------------------------------------------- | ----------------------------------------------------------- | ----------------------------------------------------------- |
| Budapest-Keleti                                             | 46                                                          | 49                                                          | 48                                                          | 40                                                          |
| Budapest-Északi                                             | 3                                                           | 10                                                          | 11                                                          | 13                                                          |
| Szolnok                                                     | 15                                                          | 11                                                          | 13                                                          | 13                                                          |
| Hatvan                                                      | 4                                                           | 2                                                           | –                                                           | –                                                           |
| Győr                                                        | 5                                                           | 6                                                           | 8                                                           | 7                                                           |
| Komárom                                                     | –                                                           | –                                                           | –                                                           | 6                                                           |
| Nagykanizsa                                                 | –                                                           | –                                                           | –                                                           | 6                                                           |
| Tapolca                                                     | 3                                                           | 3                                                           | 4                                                           | 4                                                           |
| Miskolc                                                     | 15                                                          | 15                                                          | 16                                                          | 16                                                          |
| Dombóvár                                                    | 15                                                          | 12                                                          | 9                                                           | 14                                                          |
| Pécs                                                        | 9                                                           | 7                                                           | 7                                                           | –                                                           |
| Debrecen                                                    | 13                                                          | 14                                                          | 13                                                          | 10                                                          |
| Szeged                                                      | 11                                                          | 10                                                          | 10                                                          | 10                                                          |

A mozdonyokat a MÁV 1926. január 1-jétől a többi típushoz hasonlóan új pályaszámcsoportokba tervezte sorolni. A járművek kijelölt pályaszámtartománya a 328,801–939 volt. Az átszámozást végül nem hajtották végre.
A mozdonyok havi átlagos futásteljesítménye az 1930-as évek közepén a fentiek miatt a MÁV gőzmozdonyai közül kiemelten magas, a 424-esekétől alig elmaradó 4021 km értékű volt.
A mozdonyok Brotan-kazánjaival az üzem közben mutatkoztak bizonyos nehézségek: rossz minőségű pályán a hátsó kapcsolt kerékpár fölött lévő állókazánra viszonylag nagy ütések adódtak át, melynek következtében a Brotan-csövek közötti tapasztás kihullott, így tömörtelenné vált. Meglepő módon 1925-től a 328 sorozat főkeretén is jelentkeztek repedések a hátsó futókerék mögött, a henger felerősítésére szolgáló karima melletti kerethajlattól kiindulva, így 1930-tól a mellső keretkötők kivitelét módosították. Átalakításra került még a lazulásra hajlamos forgóváz-középcsap is. Repedéseket találtak az 1920-as években a hajtó és a kapcsolt kerékvázakon, az 1930-as évek közepén pedig – hasonlóan a 424 sorozathoz – a forgóvázkereteken, melyeket azok megerősítésével szüntettek meg.
Ebben az időben tökéletesítették a szerkocsik szintén repedésre hajlamos vízszekrény-tartóit is.

### Korszerűsítések
A MÁV a 328 sorozatú mozdonyokon próbált ki számos, a gőzmozdonyok korszerűsítésére született megoldást, melyek egy részét később több mozdonytípusán is szabványosított. Így például a fékberendezést Knorr–Westinghouse-rendszerű elemekekel látták el, Wagner-rendszerű szelepes gőzszabályzót és Friedmann-rendszerű tolattyús kazánlefúvató-váltót szereltek fel. A kenés korszerűsítésére először Süss–Friedmann-rendszerű FSA-jelű, majd Grützner-rendszerű hidegkenő-szivattyút alkalmaztak. Az 1920-as évek elején valamennyi mozdony dugattyúit a nagyobb tömörséget biztosító Hauber-rendszerű fémtömítéssel látták el, majd ezek helyére 1934-től a Duna–Száva–Adria Vasút mozdonyain alkalmazott kivitelt átvéve a dugattyúkra a jóval olcsóbb és kevesebb karbantartást igénylő D.S.A.-rendszerű öntöttvas tömítések kerültek. 1930-tól a mozdonyok egy részére Gamma–Rezsny-rendszerű 2½ másodperces sebességmérő órát, több példányra pedig AEG-rendszerű villanyvilágítást szereltek fel. Ugyanezen évtől a 328-asok Westinghouse-légszivattyúit is Friedmann-rendszerű Dk-jelű kenőszivattyúval látták el és Olva visszacsapószelepeket szereltek fel. A tűzcsövek cseréjekor a vörösrézkúpokat lágyvasból készültekkel pótolták.
Az előmelegítő berendezések és a hozzá tartozó tápszivattyúk a MÁV üzemében nem váltak be. A bonyolult, karbantartás-igényes szerkezeteket a mozdonyvezetők sem szívesen használták, inkább a frissgőz-lövettyűvel tápláltak. Ezért az a döntés született, hogy azokon a mozdonyokon, ahol a berendezés nagyobb javításra szorulna, helyreállítás helyett inkább leszerelik azokat és a MÁV többi korszerű mozdonyához hasonlóan a hatásfok javítására Friedmann–Metcalfe-rendszerű LF osztályú X/10. számú fáradtgőz-lövettyűt szereltek fel rájuk, mely a szénfogyasztást 6–9%-kal csökkentette.
Az üzemi tapasztalatok alapján a 328 és 424 sorozatú mozdonyokon alkalmazott 12 lapos hordrugók túlságosan merevnek bizonyultak. Ezért azokat 1938-tól vékonyabb, változó vastagságú, de több (a futókerekeknél 14, a hajtó- és kapcsoltaknál 15) lapból álló, hajlékonyabb hordrugókra cserélték ki, a kiszerelt rugókat pedig 324 sorozatú mozdonyok hajtó- és kapcsolt kerékpárjaihoz építették be.
1939-ben kísérletképpen két mozdony zárt hajtórúdfejekkel láttak el.

### Románia
A két zsákmányolt mozdony a CFR a MÁV által kijelölt pályaszámain vette állományába és Kolozsvár fűtőházhoz állomásította, ahonnan egészen 1940-ig személy- és gyorsvonatokat továbbított Nagyváradra, Tövisre és más városokba.

### Csehszlovákia
A ČSD a  17 db járművet 328.01–17 pályaszámokon helyezte üzembe, majd 1925-től mozdonyokat és szerkocsikait az új jelölési rendszernek megfelelően külön-külön sorozat- és pályaszámmal látta el: a mozdonyoknak a 375.101–17, a szerkocsiknak a 620.001–17 pályaszámokat adta. A szerkocsik jelölése 1925-ben 920.001–17-re módosult. A mozdonyok a Marchegg–Pozsony–Párkány vonalon gyorsvonati forgalomban közlekedtek. A Brotan-kazánokkal kapcsolatos ottani problémák miatt a vasút a mozdonyokat porosz rendszerű síktűzszekrényekkel látta el. A kúpos füstszekrényajót a többi ČSD-mozdonyhoz hasonlóan központi zárású, enyhén domborodó kivitelűre cserélték, továbbá leszerelték az előmelegítő berendezést.

## „Repartíciós” mozdonyok és a második világháború évei
Az első bécsi döntés nyomán a ČSD számos más vontatójármű között 8 db 375.1 sorozatú gőzmozdonyt is átadott a Magyarországnak. A MÁV ezeket a sajátjaitól némileg eltérő kivitelű mozdonyokat az 1926-os számrendszer elveit felhasználva (síktűzszekrényes, iker-túlhevítős) a 328,501–508 pályaszámokkal vette állagba. Bár e mozdonyok tengelyterhelése a csehszlovák átalakítások nyomán meghaladta a 14,42 tonnát, mégis az eredeti sorozatjel alkalmazása volt a célszerűbb. A sorozatjel által „sugalltnál” nagyobb tengelyterhelést a pályaszámtábla alá elhelyezett külön táblán tüntették fel.
A 328-asok közül 1943-ban 37 db Budapest-Keleti, 23 db Budapest-Északi, 23 db Szolnok, 18 db Miskolc, 12 db Szeged, 11 db Dombóvár, 7–7 db Hatvan és Nagyvárad, 5 db Debrecen, míg 4 db Kolozsvár fűtőházhoz tartozott. A tapasztalatok szerint a mozdonyok a háború éveiben 100 elegytonna-kilométerenként 6,6–7,4 kg szenet és 6,9 gramm meleg-, illetve 19,7 gramm hidegkenő-olajat fogyasztottak.
1943-ban 2 db 328-as sorozatú mozdonyt Fialovits Béla tervei szerint korszerűsített Brotan–Deffner kazánnal láttak el. Ennél a konstrukciónál a tűzszekrénycsőfal egészen az alapkoszorúig nyúlt le és a hosszkazán haslemezét az alapkoszorúval rákfal kötötte össze. Az ajtófal azonos lett a síktűzszekrényes kazánok ajtófalával. Mivel a vízcsövek csak a tűzszekrény oldalfalát alkották, így a szerkezet merevsége azonos volt a síktűzszekrényesekével. A tűzálló samott-téglafalazat kiváltásával a tűzszekrény már említett tömörsége is megjavult.

## A második világháború végén – „restitúció” és az „új” példányok
A harcok befejezésekor 72 mozdony maradt csak az újra hivatalossá vált trianoni határok között. Ezek közül harmincnégyre a Vörös Hadsereg „T” hadizsákmány-jele került.
Hat mozdony (köztük egy repartíciós példány) hadizsákmányként Jugoszláviába került, melyeket a JDŽ sem a MÁV-nak, sem a ČSD-nek nem adott vissza. A Csehszlovák Államvasutakhoz öt repartíciós mozdony (ebből egy osztrák területről) került vissza, többiért, valamint egyéb típusú mozdonyokért kárpótlásul, a csorbatói megállapodás értelmében további 8 db 328-ast foglaltak le.
Az egyes országok között, a háború alatt összekeveredett járműpark rendezéséről, „restitúciójáról” született megállapodások nyomán 1945–1950 között Ausztriából 15, a két Németország területéről 10+2 db 328-as tért haza.

## Az ötvenes évek
1951-ben 18 db mozdony Celldömölk, 11 db Debrecen, 9 db Budapest-Északi, 15 db Budapest-Keleti, 6 db Nagykanizsa, 13 db Pécs, 6 db Székesfehérvár, 8 db Szolnok, 11 db Szombathely honállomású volt.
A mozdonyok állagrendezése az 1950-es évek első felében is folytatódott. A PKP-től 1952-ben és 1953-ban összesen 13 db 328-as került még haza.
A mozdony újrafelosztásának befejezése után a MÁV-nak 112 db 328 sorozatú mozdonya maradt.
1954-ben az üzemelő 328-asok közül 54 db a budapesti, 14 db a debreceni, 22-22 db pedig a pécsi és a szombathelyi igazgatóság területén dolgozott.
Az 1950-es évek szénellátási nehézségei miatt a MÁV 1954-ben több mozdonyát kiegészítő olajtüzeléssel látta el. A 328-asok közül 10 db celldömölki és 12 db szombathelyi honállomású mozdonyra kerültek fel a szükséges berendezések (olajporlasztók, lángbolt, téglafalazat, egyéb szerelvények). A szerkocsikon gőzzel fűthető fűtőolajtartályt helyeztek el. 1954-ben a MÁV többi gőzmozdonyához hasonlóan a füstszekrényajtóra felfestették a fehér keretű ötágú vörös csillagot. Mivel a Magyar Optikai Művek 1954-ben beszüntette a régebbi típusú kenőszivattyúk alkatrész-ellátását, így a 328 sorozat melegkenő-szivattyúi helyére is megkezdték az FSA típus felszerelését. 1955-től a mozdonyokra a személyzet kímélése érdekében füstterelő lemezeket szereltek. Több típus kipróbálása után végül egy, a 424 sorozatú mozdonyokéhoz nagyon hasonló kivitel rendszeresítése mellett döntöttek, mely a mozdony külsejét jelentősen megváltoztatta. A 301 sorozatú mozdonyokkal ellentétben a füstszekrényajtó kúpos kivitelű maradt. Ugyanezen évtől a vezetőállásokat fűtéssel látták el, melyet a kenőszivattyú gőzvezetéke táplált. 1956-tól a mozdonyok légszivattyúit négyhengeres Knorr–Nielebock W-8/1 típusúra cserélték. Ebben az évben elrendelték a mozdony pályaszámainak fehér olajfestékkel történő felfestését a mozdony elejére és a szerkocsi hátsó falára. Elöl a pályaszámot a kúpos füstszekrényajtó miatt a füstszekrénytartóra festetették fel. 1957-től felszerelt a szerkocsira védfalat szereltek.
1958-ban a 328-asokon a festett fehér feliratok helyett elöl füstszekrényajtóra, hátul a festett felirat helyére fekete alapon fehér karakterekkel feliratozott, zománcozott pályaszámtáblát szereltek.
1959-től a Szász-rendszerű vízkapcsolatokat tömlős kivitelűre cserélték.
Az 1950-es évek második felében számos 328-as nem saját szerkocsijával, sőt több esetben nem is R jellegű szerkocsival összekapcsolva járt. Így például a 328,624-es az S601,055-tel, míg a 328,678 az eredetileg S203,024 pályaszámot viselő S328,678-cal alkotott párt.
Az R jellegű szerkocsik hiánya miatt tartalék céljából egy további S jellegű szerkocsit tettek alkalmassá a 328 sorozatú mozdonyokkal való üzemre: kapocsszekrényét módosították, víztartályának befogadóképességét egy túlfolyócső beépítésével 20 m³-re korlátozták. A szerkocsi új jelölése Q328,060 lett.
A 328 sorozatú mozdonyok járműjavítói javítási átfutási idejének csökkentése érdekében egy javításra esedékes, aránylag rosszabb állapotú példányt (328,667) leselejtezték és alkatrészeit a többi mozdony javításához tartalékként használták fel.
A típus legjelentősebb átalakításaként a mozdonyokra 1960 októberétől az esedékes fővizsgák és főjavítások keretében ISTER füstgázelszívó ejektort (közismert nevén: kéménytorok-csillagfúvót) és nagy átmérőjű kéményt (vasutas szlengben: „vödör-kémény”) szereltek. A kémény tetejébe Helm-féle szikratörőt szereltek. Az átalakítás során a füstszekrénytartót nyílásainak befedésével nyomáskiegyenlítő-tartállyá alakították. Az elsőként átalakított példányok a 328,668 és a 328,055 pályaszámú gépek voltak.
A mozdonyok kazánjának kímélésére 1960-tól vegyszeres, úgynevezett Antidur-vízlágyítást alkalmaztak, mely feleslegessé tette a Pecz–Rejtő-féle víztisztítók alkalmazását. Ezért a víztisztítókat 1961-től, a hengerkazánok újításakor leszerelték és a tápfejeket a hosszkazán második övének két oldalára, a kazán középvonalába helyezték át.
Ugyancsak 1960-tól a tehervonati légfékezés bevezetése nyomán a mozdonyok és a szerkocsik fékrendszerébe, a gyorsműködésű kormányszelep és a fékhenger közé tehervonati/személyvonati (Gz/Pz, illetve G/P) váltót szereltek.

## A vég
Az 1960-as évek elejétől megindult a vontatás korszerűsítése. A második ötéves terv keretében villamosított Hatvan–Miskolc vasútvonalról ötven gőzmozdony vált feleslegessé. 1963-ban a MÁV száz ТЭ sorozatú gőzmozdonyt (a háború után hadizsákmányként a Szovjetunióba került német 52 sorozatú hadimozdonyt) vásárolt az СЖД-től és 1965-től megindult az M62 sorozatú dízelmozdonyok üzembe állítása is. Ezek nyomán számos 424 sorozatú mozdony szabadult fel a tehervonati szolgálatból és vették át az öregebb gyorsvonati mozdonyok feladatait. A 328-asok állománya az említett három mozdonytól eltekintve egészen az 1964-ig nem változott, azonban ekkor a fent említett okokból – másrészt mivel a mozdonyok kazánjai elérték az 50 éves élettartam-határt és új kazánok beépítése már nem látszott célszerűnek – megkezdődött a típus előbb lassú, majd tömeges selejtezése, melyet egy szűk évtized alatt teljesen be is fejeztek:
- 1964-ben 1 db,
- 1965-ben 4 db,
- 1966-ban 5 db,
- 1967-ben 11 db,
- 1968-ban 9 db,
- 1969-ben 17 db mozdony került a selejtezőbizottságok elé. Ebben az évben a mozdonyok közül 4 db Bátaszék, 9 db Cegléd, 2 db Celldömölk, 4 db Debrecen, 1 db Dorog, 4 db Dunaújváros, 8 db Hatvan, 2 db Kaposvár, 9 db Nagykanizsa, 7 db Pécs, 6 db Pusztaszabolcs, 1 db Szerencs, 3 db Szolnok, 6 db Tapolca, 1 db Vác fűtőházhoz tartozott.
- 1970-ben 20 db,
- 1971-ben 11 db,
- 1972-ben 27 db,
- 1973-ban 2 db 328 sorozatú mozdonyt töröltek a MÁV mozdonyállagából.

Tizennyolc mozdony szerkocsiját nem bontották el, hanem azokat 324 sorozatú mozdonyokhoz kapcsolva üzemeltették tovább.

### Csehszlovákia
A második világháború után északi szomszédunknál a korábban is a ČSD-nl szolgált mozdonyok a korábbi pályaszámait kapta vissza. A háború nyomán a Csehszlovák Államvasutakhoz került példányokat 1951–1952-ben a 375.118–25 pályaszámokra számozták.

### Jugoszlávia
A hadizsákmányként lefoglalt 6 db 328-ast a Jugoszláv Államvasutak 1945-ben ideiglenesen a 02II101–106, két évvel később pedig végleges jelölésként pedig a 08-001–006 pályaszámokkal látta el.

## Napjainkban
Mára már csak egyetlen 328-as maradt fenn. fellelhető: a 328,054 pályaszámú mozdony 1922-ben készült a Magyar Királyi Állami Vasgyárakban 4664-es gyári számmal. Ötven év szolgálat után, 1972. március 14-én selejtezték, majd kisebb külső felújítás után Szombathelyen, a Haladás sportpályán állították ki. A járművet 2000-ben közel eredeti kivitelűre felújították és a Magyar Vasúttörténeti Parkban kiállították.

## Típusadatok
| A 328 sorozat változatonként eltérő típusadatai | A 328 sorozat változatonként eltérő típusadatai                                                                                 | A 328 sorozat változatonként eltérő típusadatai |
| ----------------------------------------------- | --- | ----------------------------------------------- |
| Pályaszám                                       | MÁV 328,003–058 MÁV 328,601–683 CFR 328,001–002 ČSD 328,01–17 →ČSD 375.101–17 →ČSD 375.118–25 →JDŽ 02II-101–106 →JDŽ 08-001–006 | →ČSD 375.101–17 →MÁV 328,501–508                |
| Gyártó                                          | M. Kir. Állami Vasgyárak, Budapest; Henschel, Kassel                                                                            | –                                               |
| Gyártásban                                      | 1919–1922 | –                                               |
| Szerkezetszám                                   | 1181 | –                                               |
| Darabszám                                       | MÁV: 158 db CFR: 2 db ČSD: 17 db                                                                                                | →ČSD: 17 db                                     |
| Üres tömeg                                      | 62,4 t | 64,2 t                                          |
| Szolgálati tömeg                                | 69,0 t | 70,8 t                                          |
| Szolgálati tömeg szerkocsival                   | 121,3 t 123,3 t | 125,1 t                                         |
| Tapadási tömeg                                  | 42,9 t | 45,3 t                                          |
| Legnagyobb tengelyterhelés                      | 14,42 t | 15,1 t                                          |
| Állókazán típusa                                | Brotan– Deffner | porosz rendszerű sík- tűzszekrényes             |
| Tapadósúlyból számított vonóerő                 | 67,3 kN | 70,79 kN                                        |
| Szerkocsi típusa                                | R (QII) | R                                               |